# Eutropia
Eutropia (řecky Εύτροπία; 3. století? - po roce 325?) byla římská císařovna syrského původu, manželka císaře Maximiana.

## Život
Na konci 3. století se provdala za Maximiana, i když přesné datum tohoto sňatku není známé. V tomto manželství se narodili nejméně dvě děti. První potomkem byl Maxentius, římský císař v letech 306 až 312, druhým pak dcera Fausta, manželka Konstantina I. Velikého a matka císařů Konstantina II., Constantia II. a Constanse. 
Původ třetího dítětě, kterým byla Maximiana Theodora, pozdější manželka Constantia I. Chlora, je sporný. Enmannsche Kaisergeschichte ze 4. století se o ní zmiňuje jako o Maximianově nevlastní dceři, což vede k názoru, že se narodila v předchozím manželství Eutropie s konzulem Afraniem Hannibalianem. Tomu by napovídala i skutečnost, že Theodora v dospělosti pojmenovala svého vlastního syna Hannibalianus. Historik Timothy Barnes tento názor zpochybňuje. Zdroj Enmannsche Kaisergeschichte považuje za nespolehlivý a podle jemu spolehlivějších zdrojů dospěl k závěru, že se Theodora narodila v prvním svazku Maximiana a tudíž se jedná o Maximianovu biologickou dceru. Oproti tomu historička Julia Hillnerová se domnívá, že Theodora nebyla z předchozího svazku Maximiana, ale narodila se v manželství Maximiana s Eutropií, přičemž konzul Afranius Hannibalianus byl bratr Eutropie a zdroje uvádějící Theodoru jako císařovu nevlastní dceru, jsou podle ní výsledkem pozdější Konstantinianské propagandy. Julia Hillnerová se také pozastavuje nad tím, proč by Theodora pojmenovala jednu ze svých dcer Eutropia, pokud by její biologickou matkou nebyla císařovna Eutropia. Stejný názor zastává i historik John Vanderspoel.